# (1836) Komarov
(1836) Komarov – planetoida z pasa głównego planetoid okrążająca Słońce w ciągu 4 lat i 235 dni w średniej odległości 2,78 au Została odkryta 26 lipca 1971 roku w Krymskim Obserwatorium Astrofizycznym w Naucznyj na Półwyspie Krymskim przez Nikołaja Czernycha. Nazwę planetoidy pochodzi od Władimira Komarowa (1927-1967), radzieckiego kosmonauty. Przed jej nadaniem planetoida nosiła oznaczenie tymczasowe (1836) 1971 OT.